# Tiro ao Álvaro
Pistes de Vento de Maio
Sai Dessa Só Deus É Quem Sabe
Tiro ao Álvaro est une chanson brésilienne écrite et composée par Adoniran Barbosa et Osvaldo Moles sortie en 1960. Elle fut censurée par la dictature militaire, en raison de son texte humoristique avec des mots volontairement mal orthographiés.

## Histoire
Le titre de la chanson fait référence au sport du tir à la cible qui, au Brésil, est appelé « tiro ao alvo ». Pendant la dictature militaire, un opposant au régime était appelé « alvo » (cible). Barbosa, dans l'espoir de ne pas être censuré, a changé le terme avec le prénom commun Álvaro, qui a une assonance parfaite avec « alvo »,. 
La chanson a également été censurée sous le prétexte d'un « texte de mauvais goût », car il altère certains mots avec l'emploi de l'accent pauliste : « flechada » (flèche) avec « frechada », « tábua » (plaque) avec « táubua », « automóvel » (automobile) avec « automorver » et « revólver » avec « revorver »,.
Une tentative de publication a lieu en 1973, mais elle ne connaît le succès qu'en 1980 avec la version interprétée par Elis Regina.

## Versions
- 1990 — Demônios da Garoa
- 2007 — Diogo Nogueira (pt)
- 2010 — Zélia Duncan
- 2016 — Péricles (pt)  (pour la bande sonore de la telenovela "Haja Coração")